# Hiroshi Shiibashi
椎橋寛
Œuvres principales
Nura : Le Seigneur des Yokaï
Hiroshi Shiibashi (椎橋寛, Shiibashi Hiroshi), né le 6 juin 1980 à Suita, dans la préfecture d'Osaka (Japon), est un mangaka japonais, principalement connu pour être l'auteur du shōnen Nura : Le Seigneur des Yokaï.

## Biographie
Après avoir acquis un diplôme d'art de l'image et travaillé les techniques cinématographiques, notamment l'écriture de scénario (ce qui en fait un mangaka atypique dans sa formation universitaire) au centre universitaires des arts d'Osaka, Hiroshi Shiibashi commence sa carrière en étant tout d'abord l'assistant de Hirohiko Araki, auteur de JoJo's Bizarre Adventure, et se lie d'amitié avec un autre assistant de l'époque de Araki, Yasuki Tanaka. Ces liens d'amitié conduiront par la suite les deux auteurs à se faire des clins d'œil mutuels en faisant chacun brièvement apparaître dans leurs œuvres respectives quelques personnages de l'autre. Ainsi, par exemple, la « femme des neiges », personnage de Nura : Le Seigneur des Yokaï, le grand succès de Shiibashi, fait une apparition dans Hitami no Catoblepas de Tanaka.
Il publie en 2002 Aratama, sa première œuvre, dans le magazine Business Jump (maison Shūeisha).
En janvier 2003, il publie, dans le magazine Kanan Bungei Manga-hen édité par l'université d'Osaka, Kyûso no Kiba, illustre une nouvelle puis, quelques mois plus tard, dessine dans le même magazine Aka-tuki, sur un scénario de Kengo Kaji.
En 2004, il travaille à nouveau pour la revue Business Jump, pour laquelle il publie deux one-shots manga.
En 2005, il illustre trois éditions de Daigaku Manga, une autre publication produite par l'université d'Osaka.
En 2006, Hiroshi Shiibashi publie dans Akamaru Jump le one-shot Nurarihyon no Mago (ce qui signifie : Le petit-fils de Nurahiyon), qui remporte la troisième édition de la Gold Future Cup. Un succès qui attire l'œil du prestigieux magazine de prépublication Weekly Shōnen Jump qui publie à son tour le one-shot en 2007.
Devant le bon accueil critique, un shōnen manga basé sur le one-shot, Nura : Le Seigneur des Yokaï, voit le jour en 2008 et, le succès populaire et les bons chiffres de vente aidant, est depuis prépublié dans le Weekly Shōnen Jump, puis compilé en tomes par Shūeisha. En France, le manga est publié depuis février 2011 chez Kana. Une adaptation animée de deux saisons de 26 épisodes a été diffusée entre juillet 2010 et décembre 2011. Le manga s'est terminé en décembre 2012 au Japon, et comporte un total de vingt-cinq tomes.
Sa série  Illegal Rare débute le 10 février 2014 dans le magazine Weekly Shōnen Jump.

## Publications
- 2002 : Aratama, publié dans le magazine Business Jump
- 2003 : Kyûso no Kiba, publié dans le magazine Kanan Bungei Manga-hen
- 2003 : Aka-tuki (dessin), publié dans le magazine Kanan Bungei Manga-hen
- 2006 : Nurahiyon no Mago (one-shot manga), publié dans le magazine Akamaru Jump, puis dans le Weekly Shōnen Jump en 2007
- 2008 - 2012 : Nura : Le Seigneur des Yokaï, prépublié dans le magazine Weekly Shōnen Jump, édité au Japon chez Shūeisha et en France chez Kana
- 2014 : Illegal Rare, prépublié dans le magazine Weekly Shōnen Jump, édité au Japon chez Shūeisha et en France chez Delcourt
- 2019 : Kamio Yui wa kami o yui, prépublié dans le magazine Weekly Shōnen Jump, édité au Japon chez Shūeisha
- Depuis 2021 : Iwamoto-senpai no suisen, prépublié dans le magazine Ultra Jump, édité au Japon chez Shūeisha

### Source
- Tome 1 de Nura : Le Seigneur des Yokaï, Éditions Kana, 2011.